# Atalanta BC
Atalanta Bergamasca Calcio – włoski klub piłkarski z siedzibą w Bergamo, założony 17 października 1907, od sezonu 2011/12 występujący w Serie A. Zdobywca Ligi Europy w sezonie 2023/2024.

## Historia
Chronologia nazw:
- 1907: Società Bergamasca di Ginnastica e Sports Atletici Atalanta
- 1919: Società Bergamasca di Educazione Fisica Atalanta
- 1920: Atalanta e Bergamasca di Ginnastica e Scherma – po fuzji z Bergamasca di Ginnastica e Scherma
- 1920: Atalanta Bergamasca Calcio

17 października 1907 założono w Bergamo klub sportowy SBGSA Atalanta. Wziął on nazwę od mitologicznej atletki Atalanty. Przystąpił do F.I.F., ale rozgrywał jedynie mecze towarzyskie. Dopiero w sezonie 1914/15 uczestniczył w Promozione Lombarda (D2). Po zakończeniu I wojny światowej, w sezonie 1919/20 został zakwalifikowany do Prima Categoria, w której zajął 3. miejsce w grupie B Prima Categoria Lombarda. W lutym 1920 r. połączył się z Bergamasca di Ginnastica e Scherma, przyjmując nazwę Atalanta e Bergamasca di Ginnastica e Scherma, którą następnie uproszczono do Atalanta Bergamasca Calcio. W sezonie 1920/21 zespół uplasował się na 4. pozycji w grupie E Prima Categoria Lombarda. 24 lipca 1921, podczas zgromadzenia na którym przedstawiono Projekt Pozzo, plan reformy mistrzostw, który przewidywał zmniejszenie Pierwszej Dywizji Północnej do zaledwie 24 uczestników w porównaniu z 64 uczestnikami mistrzostw sezonu 1920/21, 24 największe włoskie kluby odłączyły się od FIGC, tworząc federację (CCI) i mistrzostwo (Prima Divisione, znane również jako Torneo delle 24). Klub zdecydował się pozostać w szeregach FIGC, zajmując 3. miejsce w sezonie 1921/22 w grupie B Prima Categoria Lombarda. Przed rozpoczęciem sezonu 1922/23 ze względu na kompromis Colombo dotyczący restrukturyzacji mistrzostw, klub został zakwalifikowany do rozgrywek Seconda Divisione Lega Nord (D2), w których najpierw zwyciężył w grupie C, a w półfinale zajął 2. miejsce w grupie B. W następnym sezonie 1923/24 był 3. w grupie B Seconda Divisione Lega Nord.
Po reorganizacji ligi w 1926 r. i wprowadzeniu najwyższej klasy – Divisione Nazionale, w sezonie 1926/27 drużyna zajęła 2. miejsce w grupie B Prima Divisione (D2). W sezonie 1927/28 najpierw zwyciężył w grupie A Prima Divisione, a potem w finale również był pierwszym, zdobywając promocję do Divisione Nazionale. Jednak klub nie zatrzymał się na długo na najwyższym poziomie, po zajęciu 14 pozycji w grupie A Divisione Nazionale w sezonie 1928/29, spadł z pierwszej dywizji. W sezonie 1929/30 po podziale najwyższej dywizji na Serie A i Serie B, klub został zakwalifikowany do Serie B. W 1937 r. zespół awansował po raz pierwszy do Serie A, ale szybko został zdegradowany. Powrócił w 1940 r. i utrzymał się w niej do 1959 r. Po roku pobytu w Serie B, powrócił do najwyższej klasy rozgrywek, by pozostać w niej do 1973 r. W 1964 r. drużyna zdobyła Puchar Włoch, a rok później doszła do półfinału Pucharu Zdobywców Pucharów. W 1981 r. została zdegradowana do Serie C1. Do II ligi powróciła rok później, a w 1985 r. awansował ponownie do najwyższej klasy rozgrywek we Włoszech. Od tej pory klub balansował pomiędzy Serie A i Serie B. Atalanta była degradowana w 1988 r., 1995 r. i 1998 r. W 2006 r. znów powróciła do Serie A. W 2010 r. ponownie znalazła się w II lidze. W 2011 r. po raz kolejny awansowała do Serie A. Największym osiągnięciem drużyny było 3. miejsce w lidze w 2019, 2020 i 2021.

## Sukcesy

### Krajowe
| Rozgrywki   | Osiągnięcie | Razy | Sezon(y)                     |
| ----------- | ----------- | ---- | ---------------------------- |
| Mistrzostwo | I miejsce   | 0    |                              |
| Mistrzostwo | II miejsce  | 0    |                              |
| Mistrzostwo | III miejsce | 4    | 2019, 2020, 2021, 2025       |
| Puchar      | zdobywca    | 1    | 1963                         |
| Puchar      | finalista   | 5    | 1987, 1996, 2019, 2021, 2024 |
| Superpuchar | zdobywca    | 0    |                              |
| Superpuchar | finalista   | 0    |                              |

### Międzynarodowe
- Półfinalista Pucharu Zdobywców Pucharów (1x) – 1987/1988
- Zdobywca Ligi Europy UEFA (1x) – 2023/2024

## Obecny skład
Stan na 1 lutego 2025
| Nr | Poz. | Piłkarz                                           |
| -- | ---- | ------------------------------------------------- |
| 2  | OB   | Rafael Tolói (kapitan)                            |
| 3  | OB   | Odilon Kossounou (wypożyczony z Bayer Leverkusen) |
| 4  | OB   | Isak Hien                                         |
| 6  | PO   | Ibrahim Sulemana                                  |
| 7  | PO   | Juan Cuadrado                                     |
| 8  | PO   | Mario Pašalić                                     |
| 9  | NA   | Gianluca Scamacca                                 |
| 10 | OB   | Nicolò Zaniolo (wypożyczony z Galatasaray)        |
| 11 | NA   | Ademola Lookman                                   |
| 13 | PO   | Éderson                                           |
| 14 | PO   | Daniel Maldini                                    |
| 15 | PO   | Marten de Roon (wicekapitan)                      |
| 16 | PO   | Raoul Bellanova                                   |

| Nr | Poz. | Piłkarz                                            |
| -- | ---- | -------------------------------------------------- |
| 17 | NA   | Charles De Ketelaere                               |
| 19 | OB   | Berat Djimsiti                                     |
| 22 | OB   | Matteo Ruggeri                                     |
| 23 | OB   | Sead Kolašinac                                     |
| 24 | PO   | Lazar Samardžić (wypożyczony z Udinese Calcio)     |
| 27 | PO   | Marco Palestra                                     |
| 28 | BR   | Rui Patrício                                       |
| 29 | BR   | Marco Carnesecchi                                  |
| 31 | BR   | Francesco Rossi                                    |
| 32 | NA   | Mateo Retegui                                      |
| 42 | OB   | Giorgio Scalvini                                   |
| 44 | PO   | Marco Brescianini (wypożyczony z Frosinone Calcio) |
| 77 | OB   | Davide Zappacosta                                  |

### Piłkarze na wypożyczeniu
| Nr | Poz. | Piłkarz                                                      |
| -- | ---- | ------------------------------------------------------------ |
|    | NA   | Christian Capone (w Ternanie do 30 czerwca 2022)             |
|    | NA   | Ebrima Colley (w Spezii do 30 czerwca 2022)                  |
|    | BR   | Pierluigi Gollini (w Tottenhamie Hotspur do 30 czerwca 2022) |
|    | PO   | Wiktor Kowałenko (w Spezii do 30 czerwca 2022)               |
|    | NA   | Sam Lammers (w Eintrachcie Frankfurt do 30 czerwca 2022)     |
|    | NA   | Emmanuel Latte Lath (w SPAL do 30 czerwca 2022)              |
|    | OB   | Matteo Lovato (w Cagliari Calcio do 30 czerwca 2022)         |

| Nr | Poz. | Piłkarz                                                    |
| -- | ---- | ---------------------------------------------------------- |
|    | PO   | Filippo Melegoni (w Genoi do 30 czerwca 2022)              |
|    | OB   | Cristian Romero (w Tottenhamie Hotspur do 30 czerwca 2023) |
|    | OB   | Matteo Ruggeri (w Salernitanie do 30 czerwca 2022)         |
|    | OB   | Boško Šutalo (w Hellasie Verona do 30 czerwca 2022)        |
|    | NA   | Marco Tumminello (w Regginie do 30 czerwca 2022)           |
|    | PO   | Luca Valzania (w Cremonese do 30 czerwca 2022)             |
|    | NA   | Luca Vido (w Cremonese do 30 czerwca 2022)                 |

## Europejskie puchary
Legenda do wszystkich tabel:
- Q – runda eliminacyjna, 1/16, 1/8, 1/4, 1/2 – odpowiednia faza rozgrywek, Grupa – runda grupowa, 1r gr – pierwsza runda grupowa, 2r gr – druga runda grupowa, F – finał, R – runda, PO – play-off
- k. – rzuty karne, los. – losowanie, Dogr. – dogrywka, w. – zasada bramek strzelonych na wyjeździe

| Sezon   | Rozgrywki                 | Runda       | Klub                | Dom     | Wyjazd  | Ogólnie      |
| ------- | ------------------------- | ----------- | ------------------- | ------- | ------- | ------------ |
| 1963/64 | Puchar Zdobywców Pucharów | 1R          | Sporting CP         | 2–0     | 1–3     | 3–3, 1–3 (N) |
| 1987/88 | Puchar Zdobywców Pucharów | 1R          | Merthyr Tydfil      | 2–0     | 1–2     | 3–2          |
| 1987/88 | Puchar Zdobywców Pucharów | 1/8         | OFI Kreta           | 2–0     | 0–1     | 2–1          |
| 1987/88 | Puchar Zdobywców Pucharów | 1/4         | Sporting CP         | 2–0     | 1–1     | 3–1          |
| 1987/88 | Puchar Zdobywców Pucharów | 1/2         | KV Mechelen         | 1–2     | 1–2     | 2–4          |
| 1989/90 | Puchar UEFA               | 1R          | Spartak Moskwa      | 0–0     | 0–2     | 0–2          |
| 1990/91 | Puchar UEFA               | 1R          | Dinamo Zagrzeb      | 0–0     | 1–1     | 1–1, w.      |
| 1990/91 | Puchar UEFA               | 2R          | Fenerbahçe SK       | 4–1     | 1–0     | 5–1          |
| 1990/91 | Puchar UEFA               | 1/8         | 1. FC Köln          | 1–0     | 1–1     | 2–1          |
| 1990/91 | Puchar UEFA               | 1/4         | Inter Mediolan      | 0–0     | 0–2     | 0–2          |
| 2017/18 | Liga Europy               | Grupa E     | Everton             | 3–0     | 5–1     | 1. miejsce   |
| 2017/18 | Liga Europy               | Grupa E     | Olympique Lyon      | 1–0     | 1–1     | 1. miejsce   |
| 2017/18 | Liga Europy               | Grupa E     | Apollon Limassol    | 3–1     | 1–1     | 1. miejsce   |
| 2017/18 | Liga Europy               | 1/16        | Borussia Dortmund   | 1–1     | 2–3     | 3–4          |
| 2018/19 | Liga Europy               | 2Q          | FK Sarajevo         | 2–2     | 8–0     | 10–2         |
| 2018/19 | Liga Europy               | 3Q          | Hapoel Hajfa        | 2–0     | 4–1     | 6–1          |
| 2018/19 | Liga Europy               | PO          | FC København        | 0–0     | 0–0     | 0–0, k: 3–4  |
| 2019/20 | Liga Mistrzów             | Grupa C     | Dinamo Zagrzeb      | 2–0     | 0–4     | 2. miejsce   |
| 2019/20 | Liga Mistrzów             | Grupa C     | Szachtar Donieck    | 1–2     | 3–0     | 2. miejsce   |
| 2019/20 | Liga Mistrzów             | Grupa C     | Manchester City     | 1–1     | 1–5     | 2. miejsce   |
| 2019/20 | Liga Mistrzów             | 1/8         | Valencia            | 4–1     | 4–3     | 8–4          |
| 2019/20 | Liga Mistrzów             | 1/4         | Paris Saint-Germain | 1–2 (N) | 1–2 (N) | 1–2 (N)      |
| 2020/21 | Liga Mistrzów             | Grupa D     | Liverpool           | 0–5     | 2–0     | 2. miejsce   |
| 2020/21 | Liga Mistrzów             | Grupa D     | Ajax                | 2–2     | 1–0     | 2. miejsce   |
| 2020/21 | Liga Mistrzów             | Grupa D     | FC Midtjylland      | 1–1     | 4–0     | 2. miejsce   |
| 2020/21 | Liga Mistrzów             | 1/8         | Real Madryt         | 0–1     | 1–3     | 1–4          |
| 2021/22 | Liga Mistrzów             | Grupa F     | Villarreal          | 2–3     | 2–2     | 3. miejsce   |
| 2021/22 | Liga Mistrzów             | Grupa F     | BSC Young Boys      | 1–0     | 3–3     | 3. miejsce   |
| 2021/22 | Liga Mistrzów             | Grupa F     | Manchester United   | 2–2     | 2–3     | 3. miejsce   |
| 2021/22 | Liga Europy               | 1/16        | Olympiakos          | 2–1     | 3–0     | 5–1          |
| 2021/22 | Liga Europy               | 1/8         | Bayer Leverkusen    | 3–2     | 1–0     | 4–2          |
| 2021/22 | Liga Europy               | 1/4         | RB Leipzig          | 0–2     | 1–1     | 1–3          |
| 2023/24 | Liga Europy               | Grupa D     | Sporting CP         | 1–1     | 2–1     | 1. miejsce   |
| 2023/24 | Liga Europy               | Grupa D     | Sturm Graz          | 1–0     | 2–2     | 1. miejsce   |
| 2023/24 | Liga Europy               | Grupa D     | Raków Częstochowa   | 2–0     | 4–0     | 1. miejsce   |
| 2023/24 | Liga Europy               | 1/8         | Sporting CP         | 2–1     | 1–1     | 3–2          |
| 2023/24 | Liga Europy               | 1/4         | Liverpool           | 0–1     | 3–0     | 3–1          |
| 2023/24 | Liga Europy               | 1/2         | Olympique Marsylia  | 3–0     | 1–1     | 4–1          |
| 2023/24 | Liga Europy               | F           | Bayer Leverkusen    | 3–0 (N) | 3–0 (N) | 3–0 (N)      |
| 2024    | Superpuchar Europy        | F           | Real Madryt         | 0–2 (N) | 0–2 (N) | 0–2 (N)      |
| 2024/25 | Liga Mistrzów             | Faza ligowa | Real Madryt         | 2–3 (D) | 2–3 (D) | 9. miejsce   |
| 2024/25 | Liga Mistrzów             | Faza ligowa | FC Barcelona        | 2–2 (W) | 2–2 (W) | 9. miejsce   |
| 2024/25 | Liga Mistrzów             | Faza ligowa | Arsenal             | 0–0 (D) | 0–0 (D) | 9. miejsce   |
| 2024/25 | Liga Mistrzów             | Faza ligowa | Szachtar Donieck    | 3–0 (W) | 3–0 (W) | 9. miejsce   |
| 2024/25 | Liga Mistrzów             | Faza ligowa | Celtic              | 0–0 (D) | 0–0 (D) | 9. miejsce   |
| 2024/25 | Liga Mistrzów             | Faza ligowa | Young Boys          | 6–1 (W) | 6–1 (W) | 9. miejsce   |
| 2024/25 | Liga Mistrzów             | Faza ligowa | Sturm Graz          | 5–0 (D) | 5–0 (D) | 9. miejsce   |
| 2024/25 | Liga Mistrzów             | Faza ligowa | VfB Stuttgart       | 2–0 (W) | 2–0 (W) | 9. miejsce   |
| 2024/25 | Liga Mistrzów             | 1/16        | Club Brugge         | 1–3     | 1–2     | 2–5          |
| 2025/26 | Liga Mistrzów             | Faza ligowa |                     | – (D)   | – (D)   | –            |
| 2025/26 | Liga Mistrzów             | Faza ligowa | – (W)               |         |         | –            |
| 2025/26 | Liga Mistrzów             | Faza ligowa | – (D)               |         |         | –            |
| 2025/26 | Liga Mistrzów             | Faza ligowa | – (W)               |         |         | –            |
| 2025/26 | Liga Mistrzów             | Faza ligowa | – (D)               |         |         | –            |
| 2025/26 | Liga Mistrzów             | Faza ligowa | – (W)               |         |         | –            |
| 2025/26 | Liga Mistrzów             | Faza ligowa | – (D)               |         |         | –            |
| 2025/26 | Liga Mistrzów             | Faza ligowa | – (W)               |         |         | –            |